# Hartmut Mirbach
Hartmut Mirbach (né le 12 juillet 1949 à Lobberich, mort le 13 juin 2011 dans la même ville) est un photographe et peintre allemand.

## Biographie
De 1970 à 1977, Mirbach étudie à l'académie des beaux-arts de Düsseldorf auprès de Joseph Beuys, Erwin Heerich et Werner Spies. En 1983, à la suite d'un voyage en Toscane, il commence la photographie et travaille dans ce domaine avec Paul Wans. L'année suivante, Mirbach visite le sud de la France et se consacre à côté de la photographie au dessin et à la peinture.
En 1995, il travaille au développement technique informatique de projets artistiques. En 2001, il fait de grandes œuvres avec des aquarelles sur des références de l'histoire de l'art et des produits de grande consommation.
Le travail photographique de Mirbach est présenté en 1987 dans un portrait reportage de la WDR de Helge Drafz. En 1990, Uri Schneider a tourné un reportage télévisé pour la WDR sur les œuvres photographiques de Mirbach à l'occasion du 25e anniversaire du parc naturel Maas-Schwalm-Nette.
Mirbach est professeur jusqu'au printemps 2010 au Werner-Jaeger-Gymnasium Nettetal.

## Source de la traduction
- (de) Cet article est partiellement ou en totalité issu de l’article de Wikipédia en allemand intitulé « Hartmut Mirbach » (voir la liste des auteurs).